# Luiz Inácio Lula da Silva
|  | «Lula» redirigeix aquí. Vegeu-ne altres significats a «Lula (desambiguació)». |

  Luiz Inácio Lula da Silva    (Caetés, 27 d'octubre de 1945) GCTE • GcoIL és un obrer metal·lúrgic, sindicalista i polític brasiler, que des del 1r de gener del 2023 exerceix com a president del país; càrrec que havia ocupat entre 2003 i 2010, cosa que el converteix en la primera persona a ser elegida tres vegades per al càrrec de president en la història del Brasil.

## Biografia

### Infància i joventut
Va néixer al districte de Caetés de la ciutat de Garanhuns, a l'estat de Pernambuco, el Brasil, a una família de camperols pobra i analfabeta. La seva data de naixença va ser col·locada com el 6 d'octubre però ell afirma haver estat nat, segons la memòria de la seva mare, el 27 d'octubre. Aristides Inácio da Silva i Eurídice Ferreira de Melo, el pare i la mare, van tenir sis fills més, en total quatre homes i tres dones, essent ell el més petit de tots. La seva família era Catòlica Romana.
Dues setmanes després de néixer, el seu pare es va mudar a São Paulo per treballar com a estibador al port de Santos. És per això que fins als seus cinc anys, Lula no va conèixer al seu pare. En una biografia autoritzada, va descriure el seu pare com un pou d'ignorància i alcohòlic. Al desembre de 1952, quan Lula tenia només 7 anys, la seva mare va decidir mudar-se a São Paulo amb els seus fills per a retrobar-se amb el seu marit. Després d'un viatge de tretze dies en el remoc d'una camioneta, van arribar a Guarujá i van descobrir que Aristides havia format una segona família amb Valdomira. Ambdues famílies d'Aristides van viure conjuntament durant algun temps, però no es portaven bé, i quatre anys després, Eurídice es va mudar amb els seus fills a una petita habitació rere d'un bar en São Paulo. Després d'això, Lula rarament veia el seu pare, que es va convertir en un alcohòlic i va morir el 1978.
Des de petit és conegut pel sobrenom de Lula, diminutiu de Luís (o Luiz) molt comú a Brasil. Aquest mot també significa calamar en portuguès. Es va afegir el sobrenom oficialment al seu cognom l'any 1982.
Lula va tenir poca educació formal. No va aprendre a llegir fins als deu anys i va deixar l'escola després de segon grau per treballar i ajudar la seva família. La seva primera feina, als 12 anys, va ser com a enllustrador de sabates i venedor ambulant. Als 14 anys ja tenia una feina formal en un magatzem.

### Obrer i sindicalista
Als catorze anys va aconseguir un lloc en una planta de producció de cargols, on treballava dotze hores diàries després d'haver abandonat l'escola al cinquè curs, malgrat ser un excel·lent estudiant, a causa de la necessitat econòmica de la seva família. Al mateix temps, va realitzar un curs de torner mecànic de tres anys impartit pel Servei Nacional d'Indústria (SENAI), acabant-lo el 1963. L'any 1964, va perdre el dit petit de la mà esquerra als 19 anys en un accident, mentre treballava en el torn de nit com a operari de premsa en una fàbrica de peces d'automòbil. Després de l'accident, va haver de recórrer a diversos hospitals abans de rebre atenció mèdica. Aquesta experiència va augmentar el seu interès per participar al Sindicat Obrer, on es va implicar en activitats sindicals i va ocupar diversos càrrecs sindicals importants. Aquell mateix any va tenir lloc el cop d'estat que va destituir João Goulart i va instaurar un règim militar.
En 1966 va començar a treballar a les Indústries Villares (a São Bernardo do Campo) on, malgrat que era un obrer despolititzat, es va iniciar en el sindicalisme pel fet que en 1968 el seu germà gran, Frei Chico, anomenat "José" i afiliat a l'il·legalitzat Partit Comunista del Brasil, va ser arrestat i torturat pels militars. A partir de llavors, Lula, va participar de forma activa en la vida sindical, repartint butlletins polítics produïts en clandestinitat on criticaven el règim militar, encapçalat pel mariscal Artur da Costa i Silva, a més de defensar els drets de les persones treballadores.
Els dos germans Da Silva van ser elegits el 1969 per formar el Comitè Executiu del sindicat, amb José com a secretari d'àrea i Lula com a suplent.
El 1972 va ser elegit director del Departament de Protecció Social del sindicat, una posició sindical que va interrompre el seu treball a la cadena de muntatge. Aleshores ja era un respectat obrer pels seus esforços en favor dels drets dels treballadors, que anaven des de la reivindicació d'augments salarials i cobertura social a la formació professional i cultural dels treballadors metal·lúrgics de l'ABC paulista. El 1975 Lula va ascendir a la presidència del sindicat amb un arrasador 92% dels vots, convertint-se així en el líder d'aproximadament 100.000 treballadors. Al febrer de 1978 va ser reelegit amb un 98% dels vots. Va optar per una forta oposició a la dictadura governant, encapçalada en aquell moment pel general Ernesto Geisel.
Va ser el principal organitzador de les protestes i vagues d'obrers de São Paulo. El 1979 el Govern brasiler va aprovar una llei que prohibiria les aturades a aquells sectors de l'economia declarats "essencials". El 13 de maig, dies abans de l'assumpció de la prefectura de l'Estat pel general João Baptista Figueiredo, Lula va desobeir la llei cridant a una aturada general. Aquesta acció va fer que les autoritats ordenessin als vaguistes tornar a les seves fàbriques i el sindicat va ser intervingut. Aleshores va començar a gestar-se la formació d'un nou partit per trencar amb el bipartidisme imperant, un partit que defensés els treballadors. Es va formar així el 10 de febrer de 1980, al Col·legi Sion de São Paulo, amb el suport d'alguns polítics i intel·lectuals d'esquerres, el Partit dels Treballadors (PT), de tendència socialista, trotskista.
L'abril del 1980, Lula va ser el principal dirigent d'una vaga que va durar 41 dies, protesta brutalment reprimida, amb més de 300.000 treballadors paulistes adherits. Acusat de "desordre públic", un tribunal militar el va condemnar a una pena de 3 anys i 6 mesos de presó. Tot i això, la sentència va ser anul·lada en apel·lació. El 26 d'agost de 1983 es va produir una important fusió entre diversos sindicats paulistes i la Central Única de Treballadors (CUT), vinculada directament al PT, essent precisament un dels fundadors de la CUT. El gener de 1985, un col·legi electoral va designar Tancredo Neves com el primer president civil del Brasil en 21 anys, si bé va morir abans de prendre possessió. Va assumir el càrrec al seu lloc José Sarney. El 1986 Lula va ser elegit diputat i va formar part de l'Assemblea Constituent que va restablir la votació lliure i directa del president de la República.

### Carrera política
Va ser candidat a la presidència el 1989 (derrotat per Fernando Collor de Mello), el 1994 i 1998 (derrotat per Fernando Henrique Cardoso). Finalment, va vèncer en les següents eleccions celebrades l'any 2002, amb el major nombre de vots de la història democràtica brasilera (52,4 milions de vots) arribant al 61% dels vots. En les eleccions de 2006 va ser reelegit per un segon mandat com a president, que va acabar el 31 de desembre de 2010. Fou succeït per la seva ministra de la Casa Civil (cap de gabinet), Dilma Rousseff.
Se'l considera sovint com el polític més popular en la història del Brasil i, en el moment del seu mandat, un dels més populars al món. Els programes socials com Bolsa Família i Fome Zero són els segells distintius del seu temps al càrrec. Lula va tenir un paper destacat en l'evolució recent de les relacions internacionals, incloent-hi el programa nuclear de l'Iran i l'escalfament global, i va ser descrit com «un home amb ambicions atrevides d'alterar l'equilibri de poder entre les nacions». Va ser presentat per la revista Time com una de les 100 persones més influents del món per a l'any 2010, i ha estat anomenat «el polític més reeixit del seu temps». L'octubre de 2011, Lula - fumador fa 40 anys - va ser diagnosticat amb càncer de laringe i va iniciar el seu tractament de quimioteràpia. Es va recuperar amb èxit i va anunciar un retorn a la política.
Va ser empresonat l'abril de 2018 per unes polèmiques acusacions de corrupció, que considera amb motivació política, i ha denunciat l'ús de la judicatura per a castigar les veus dissidents. El novembre de 2019, va ser alliberat per decisió del Tribunal Suprem del Brasil que estableix que els condemnats no comencin a complir la sentència fins que sigui ferma.
Un cop dissolt el règim militar, a les eleccions constituents del 15 de novembre de 1986 el Partit dels Treballadors va ser el partit d'esquerres més votati amb un 6,9% dels vots, obtenint 16 diputats. En les eleccions municipals el PT va aconseguir guanyar trenta-sis alcaldies en ciutats com a São Paulo, Pôrto Alegre o Vitória. Durant la segona volta de les eleccions presidencials celebrades el 17 de desembre de 1989, el candidat Fernando Collor de Mello, de tendència dretana, es va imposar davant de Lula. Va ser la primera vegada en la història del Brasil que un candidat a la presidència procedia del món sindical. Al seu programa va presentar un pla de salari mínim per als treballadors, una solució contra la inflació i una reforma agrària.

#### 1989, primera candidatura com a presidenciable
El 1989 es van celebrar eleccions directes a la presidència de la República. Lula, juntament amb Leonel Brizola, va ser candidat a president, liderant totes les enquestes fins a setmanes abans de l'elecció. Lula era vist com el més d'esquerres dels dos, defensant una reforma agrària immediata i un impagament del deute extern. Les eleccions, però, les va guanyar Fernando Collor de Mello amb el 53% dels vots. El candidat conservador del Partit de la Renovació Nacional (PRN) va rebre un fort suport d'una part de la classe mitjana i els industrials, aparentment intimidats davant la perspectiva que Lula, com a sindicalista, governés des de paràmetres excessivament esquerrans un cop pres el poder.
Els mitjans de comunicació vinculats a l'esquerra i l'oposició van afirmar que el resultat de les eleccions presidencials del 1989 havia estat manipulat per certs sectors dels mitjans de comunicació alineats amb la dreta conservadora. Finalment va quedar demostrat que Collor de Melo va iniciar una campanya de difamació contra Lula, presentant als espais de publicitat electoral gratuïta a una antiga parella del sindicalista amb qui havia tingut una filla. Segons ella, Lula li havia proposat avortar després de quedar embarassada. La dona era de raça negra, per la qual cosa Collor de Mello va acusar Lula de racista.
La clau de la campanya va estar a l'últim debat televisiu entre els candidats (en horari de màxima audiència) en què es va concedir més temps a Collor de Melo que a Lula. També es va parlar en aquest sentit de la interrupció del servei de transport públic urbà en àrees de baixa renda, dificultant el trasllat d'electors afins a Lula fins a les taules electorals, així com el fingit segrest del notable empresari Abílio Diniz, en vigílies de les eleccions.

#### 1994, segona candidatura com a presidenciable
El 1991 el president Collor de Mello, que provenia d'una tradicional família de polítics i empresaris del sector de les comunicacions, va ser denunciat per corrupció activa i passiva juntament amb l'empresari i secretari de campanya Paulo César Farias. L'escàndol va provocar una àmplia mobilització social en allò que va ser conegut com el moviment Cara Pintada, on Lula va tenir un paper destacat en les protestes. Al punt àlgid, les protestes pacífiques van reunir més de 50.000.000 de brasilers, fins llavors mai vist, exigint la destitució parlamentària del president. Finalment, i per la pressió social sobre els congressistes, Collor de Mello va dimitir al seu càrrec el 29 de desembre del 1992 i Itamar Franco es va encarregar de completar el seu mandat. En la seva gestió va comptar amb Fernando Henrique Cardoso com a ministre d'Hisenda, que va posar en marxa el Pla Reial, amb què es va donar solució a la hiperinflació crònica del Brasil, a més d'estabilitzar la moneda nacional.
El 1994 Lula va tornar a presentar-se com a candidat a la presidència i va ser novament derrotat, aquesta vegada pel candidat del Partit de la Socialdemòcrata del Brasil (PSDB), el sociòleg Fernando Henrique Cardoso (posteriorment anomenat per la premsa FHC). El senador Cardoso tenia un passat polític lligat al centreesquerra, havent-se exiliat durant la dictadura militar, a més de ser un destacat intel·lectual.

#### 1998, tercera candidatura com a presidenciable
El 1998, Lula es va presentar novament a la presidència sense arribar a guanyar, sent derrotat novament per Fernando Henrique Cardoso, qui governaria fins a l'1 de gener de 2003. La devaluació del real el gener de 1999, poc després de les eleccions de 1998, les crisis internacionals, les deficiències administratives com les que van permetre l'apagada del 2001 i, sobretot, el baix creixement econòmic en el segon mandat de Fernando Henrique Cardoso, van reforçar la posició electoral de Lula en el següents quatre anys.

## Primer terme com a President del Brasil
El diumenge 27 d'octubre de 2002, Lula va ser elegit president derrotant José Serra del PSDB, assumint la presidència de Brasil l'1 de gener de 2003, després de guanyar les eleccions en segona volta amb el major nombre de vots de la història democràtica brasilera, 52.400.000 vots, aconseguint el 61% dels sufragis. En el seu discurs de presa de possessió, Lula va declarar entre sanglots:
I jo, que durant tantes vegades vaig ser acusat de no tenir un títol universitari, aconsegueixo el meu primer diploma, el títol de president de la República del meu país.
Així responia als nombrosos atacs que havia patit per la seva poca educació formal, que molts consideraven incompatibles amb ocupar el càrrec més important de la República.
Al seu gabinet es van destacar Celso Amorim (Ministre de Relacions Exteriors), Antonio Palocci (Ministre d'Hisenda), Ciro Gomes (Ministre d'Integració Nacional), Guido Mantega (Ministre de Planificació i, després, Ministre d'Hisenda), Marta Suplicy (Ministra Turisme), Cristovam Buarque i Gilberto Gil (Ministres de Cultura) i Dilma Rousseff (Ministra de Mines i Energia, que el 2011 seria la successora de Lula a la presidència). Aquest govern, en el moment de conformar-se, va ser considerat per la premsa internacional com un nou horitzó per a una possible nova esquerra. Segons l'expresident portuguès Mário Soares, Lula va representar la «fi del cinisme a la política».
El 24 d'octubre del 2003 va rebre a Espanya el Premi Príncep d'Astúries de Cooperació Internacional, i el 2012 el Premi Internacional Catalunya, concedit per la Generalitat de Catalunya.

### Política econòmica
Lula va sorprendre des de l'inici de la seva gestió al designar el president del BankBoston USA, Henrique Meirelles, per a la direcció del Banc Central do Brasil. Meirelles, identificat tradicionalment de la dreta i proper als grans capitals, no semblava encaixar en el govern d'esquerres de Lula. Lula també va designar el metge i antic alcalde de Ribeirão Preto, Antonio Palocci, un antic militant trotskista de la seva confiança, com a Ministre d'Hisenda.
En la gestió Lula perseguia l'objectiu de canviar el model econòmic similar del seu predecessor, però a la pràctica l'Estat va seguir actuant sota principis liberals similars. La política en tipus d'interès, càrregues tributàries, responsabilitat fiscal, relació de govern amb el Banc Central i relació amb el Fons Monetari Internacional van seguir essencialment el mateix rumb.
El govern de Lula es va caracteritzar per resultats econòmics positius com la baixa inflació, una alta taxa de creixement, la disminució de la desocupació i augments de la balança comercial. També va destacar per els incentius a les exportacions o la creació de microcrèdits. Va enfortir el mercat intern per mitjà de l'augment dels salaris, la diversificació dels crèdits i facilitats perquè la classe mitjana pogués accedir-hi.
Quan va arribar al govern, en els comptes bancaris de l'Estat hi havia uns 70.000.000 de pesos, vuit anys després 115.000.000, 26.000.000 dels quals estaven vinculats a les jubilacions. La seva mesura econòmica més notòria, però, va ser liquidar anticipadament el pagament dels deutes amb el Fons Monetari Internacional i el BIRF el 2005.
A principis del 2006, Antonio Palocci va haver de dimitir com a ministre de finances per la seva implicació en un escàndol d'abús de poder. Aleshores, Lula va nomenar ministre d'Hisenda Guido Mantega, membre del PT i economista de professió. Mantega, un antic marxista que havia escrit una tesi doctoral (en sociologia) sobre la història de les idees econòmiques al Brasil des d'un punt de vista d'esquerres, era conegut per les seves crítiques als tipus d'interès elevats, perquè "només satisfeia els interessos dels bancs". Mantega també era partidari d'un major nivell d'ocupació per part de l'Estat. Poc després de l'inici del seu segon mandat, el govern de Lula va anunciar el Programa d'Acceleració del Creixement (PAC), un programa d'inversió per resoldre molts dels problemes que van impedir que l'economia brasilera s'expandís més ràpidament. Les mesures incloïen la inversió en la creació i reparació de carreteres i ferrocarrils, la simplificació i reducció de la fiscalitat i la modernització de la producció energètica del país per evitar més escassetat. Es considera que els diners que es van comprometre a gastar en aquest programa rondaven els 500.000 milions de reals (més de 250.000 milions de dòlars) durant quatre anys. Abans d'assumir el càrrec, Lula havia estat molt crític amb la privatització, però per a poder desenvolupar aquest pla, va haver de crear concessions de col·laboració públic-privada per a set carreteres federals.
Després de dècades amb el deute exterior més gran entre les economies emergents, el Brasil es va convertir en creditor net per primera vegada el gener de 2008. A mitjans del 2008, tant Fitch Ratings com Standard & Poor's havien elevat la qualificació del deute brasiler d'"especulatiu" (speculative) a "grau d'inversió" (investment grade).

Durant la crisi financera del 2008, Lula va expressar una crítica oberta al sistema financer internacional i al Govern dels Estats Units en particular:
Nosaltres netegem casa nostra. Ells no. Han estat les tres darreres dècades dient-nos que necessitàvem fer a casa nostra. Ells no la van fer. No vull ser botxí de Bush, però necessito saber com m'he de programar. (Els països rics) necessiten assumir la seva responsabilitat (perquè els països pobres) no es poden convertir en les víctimes del casino instituït per l'economia estatunidenca.
Entre el 2003 i el 2010, els ingressos del 10% de la població més pobre van créixer un 8% anual, molt més ràpid que l'economia, i els ingressos del 10% més ric van créixer un 1,5%. Pel que va al PIB, el gener de 2002, en assumir el poder, el Brasil tenia un PIB anual de 0,50 bilions de dòlars, el 13è a la llista de països més rics; en canvi, el gener de 2011, quan Lula va deixar la presidència, el Brasil tenia un PIB anual de 2,6 bilions de dòlars, situant-se al 6è a la llista de països. Els bancs van obtenir beneficis rècord sota el govern de Lula.

### Política internacional

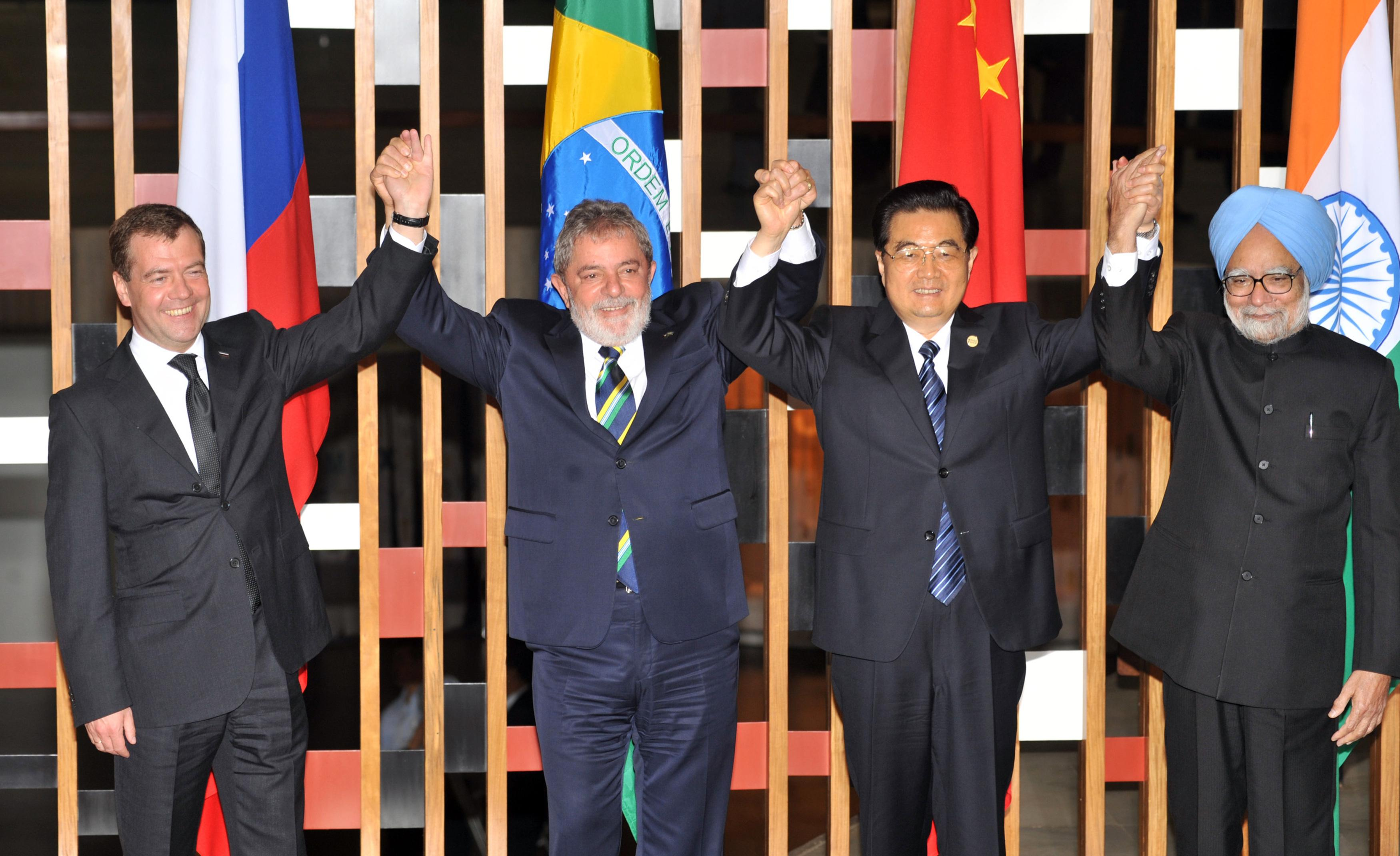
Lula amb els líder dels BRIC el 2010.

A nivell internacional, el Govern de Lula va intentar buscar el lideratge entre els països en desenvolupament més importants per intentar fer front als països més rics. Durant el seu govern va viatjar a més de vuitanta països i es va dedicar a buscar noves rutes comercials amb països amb els quals el Brasil gairebé no es relacionava, com ara països del món àrab i l'Àfrica. Una de les metes principals durant el seu mandat va ser guanyar un lloc com a membre permanent del Consell de Seguretat de les Nacions Unides com a membre del Grup dels Quatre, fet que no es va arribar a donar.
Al desembre de 2002, Lula va realitzar una petita gira per trobar-se amb els mandataris del continent americà, entre ells el president argentí Eduardo Duhalde, el xilè Ricardo Lagos, el mexicà Vicente Fox i el president estatunidenc George W. Bush. Aquesta darrera reunió es va concretar el 10 de desembre a la Casa Blanca.
Lula s'ha caracteritzat per intentar enderrocar les barreres de preus que mantenen els països europeus i Estats Units (com que són més rics, aquests països paguen preus més alts pels productes internacionals, podent generar problemes de desabastiment als països més pobres). Al capdavant d'un Estat merament agrícola gran i competitiu, Lula es va oposar i criticar els subsidis agrícoles i aquesta posició s'ha vist com una de les raons de la marxa dels països en desenvolupament i el posterior col·lapse de les converses de l'Organització Mundial del Comerç de Cancun el 2003 sobre els subsidis agrícoles del G8.
Cal destacar la rellevància de la integració d'Amèrica del Sud a través de Mercosur, essent un dels principals promotors de la inclusió de Veneçuela al grup. A la cimera de juliol de 2006 i en ocasió de la inclusió veneçolana es va mostrar partidari d'una Amèrica Llatina més independent, marcant distància de l'expansió estatunidenca i es va oposar a la proposta de l'Àrea de Lliure Comerç de les Amèriques (ALCA) segons el model del nord.
Lula va proposar mediar juntament amb Turquia per arribar a un acord amb el programa nuclear de l'Iran, que més tard va visitar amb l'objectiu d'arribar a un acord pacífic enmig de tensions internacionals. Així mateix, Brasil va donar suport al programa nuclear iranià, sempre que estigués destinat a fins pacífics. El responsable de relacions exteriors del gabinet de Lula, Celso Amorim, es va posar a disposició per intervindre entre l'Iran i l'Agència Internacional de l'Energia Atòmica (AEIA) sobre l'energia nuclear. Finalment, el Brasil, Turquia i l'Iran van signar un acord d'intercanvi de combustible nuclear. Funcionaris iranians van declarar que es faria un intercanvi de 1.200 quilograms d'urani enriquit, combustible nuclear per a reactors de recerca mèdica, intercanvi que es realitzaria a Turquia.

### Programes socials
Un retrat minuciós de la realitat brasilera (divulgat a finals de novembre per l'IBGE) mostrava que el govern del president Lula estava fent del Brasil un país menys desigual i va demostrar que la taxa de pobresa de l'any 2007 va baixar un 11% comparada amb la del 2006. El seu principal programa social, Beca Família, que tenia com a objectiu atendre a 13.200.000 de famílies només el 2007, és considerat el major programa de transferència de renda del món, comptant amb recursos d'uns 10.500 milions de reals brasilers el 2007.
Va posar en marxa el programa Fome Zero (Fam Zero), que permetria a les famílies indigents accedir als aliments bàsics a través de l'assistència social. Durant el primer mandat de Lula, la desnutrició infantil es va reduir un 46%. El maig del 2010, el Programa Mundial d'Aliments (PMA) de l'ONU va concedir a Lula da Silva el títol de “campió mundial de la lluita contra la fam”.
El ministre de Defensa, José Viegas, va ajornar fins a l'any 2004 l'adquisició d'una dotzena d'avions de combat d'un cost total de 760.000.000 de dòlars i també la implicació d'efectius de les Forces Armades en tasques de construcció civil. Més destacable, va ser que Lula li va encarregar al Ministeri de Justícia i a la Secretaria Nacional de Drets Humans l'elaboració de diversos projectes per lliurar títols de propietat a aquells milions d'habitants que sobrevivien a les faveles, aixecades il·legalment als cinturons de misèria urbans, i també per brindar assistència als joves d'aquestes àrees marginals que desitgessin abandonar el món de les drogues.
Lula da Silva, de religió catòlica, es va pronunciar a favor de legalitzar l'avortament, i va provocar l'oposició del Vaticà. També recolza la legalització del matrimoni homosexual.
Pel que fa a la mortalitat infantil, Brasil també va disminuir la taxa de mortalitat infantil de 35,87 per mil (a finals de 2002) al 21,17 per mil (a principis de 2011).

### Política educativa
En el camp de l'educació, Lula da Silva va assolir forts nivells d'escolarització a tots els àmbits, des d'estudis primaris fins a universitaris a moltes regions del país. En només trenta-sis mesos la població no escolaritzada es va reduir entre el 18% i el 29%, en les edats compreses entre els quatre i disset anys. Amb la creació del FUNDEB (Fons de Manutenció i Desenvolupament d'Educació Bàsica), el govern Lula esperava atendre 47.000.000 d'estudiants brasilers, amb inversions anuals de fins a 7,3 bilions de dòlars.
Pel que fa l'educació superior, el PROUNI (Programa Universitat Per a Tothom), va destacar com el programa de beques a l'estudi més gran de la història de l'educació brasilera i llatinoamericana, possibilitant l'accés de milers de joves a l'educació i estimulant el procés d'inclusió social. L'any 2007, el PROUNI va oferir 265.000 beques d'estudi en 1.985 institucions a tot el país. El govern també va invertir en la creació d'onze noves universitats públiques federals i va permetre accés a educació de qualitat, pública i gratuïta. Actualment, les universitats federals ofereixen 135.000 places gratuïtes.
El programa PROUNI dona suport a estudiants de les famílies modestes, fet que va augmentar la durada mitjana d'escolarització de 6,1 anys el 1995 a 8,3 el 2010.

### Política laboral
L'1 de gener de 2003, a l'acte de presa de possessió, Lula va anunciar la política de lluita contra la pobresa. Durant els primers mesos de la seva presidència, es va iniciar el projecte Gana Zero, destinat a sis milions i mig de famílies, amb l'ajuda d'un programa d'assistència tècnica de l'Organització de les Nacions Unides per a la Agricultura i l'Alimentació en el que es van destinar un milió de dòlars.41
Tanmateix, es va llançar el Pla Nacional per a l'Erradicació del Treball Esclau, amb la mobilització de fiscals especials en l'àmbit del treball que van aconseguir alliberar més de 13.000 persones que vivien en condició d'esclavitud o treball degradant.41
També es va aconseguir una pujada del 20% al salari mínim nacional, i es va reduir un 16% de la despesa pública, gràcies a un programa de retallades a les pensions i un augment de l'edat de jubilació dels funcionaris. Tot i l'oposició massiva de la funció pública i de diversos sectors del mateix partit, la reforma de la Previsió Social aprovada pel Parlament assentava les bases per a una economia més productiva, més just i menys costosa.

### Política ambiental
Durant el període de la presidència, Lula va realitzar una important tasca per disminuir la desforestació. L'edició especial de la revista National Geographic, titulada "EarthPulse, State of the Earth 2010" ('el pols de la Terra: estat de la Terra el 2010') afirmava que entre els anys 2000 i 2005, el Brasil encapçalava la llista mundial de països amb major taxa de desforestació, amb 34.700 km² anuals, 2,4 vegades la taxa d'Indonèsia, el segon país a la llista. A partir del 2004, Lula va iniciar la creació d'àrees de conservació i reserves indígenes amb l'objectiu de reduir la desforestació.
Lula va disminuir dràsticament la desforestació, des dels 34.700 km² per any el 2004 a 4.500 km² per any el 2011.

## Acusacions de corrupció i presó

### Escàndol de les mensualitats
L'administració de Lula va estar plagada d'escàndols de corrupció, en particular l'escàndol de Mensalão (mensualitats) i Escândalo dos Sanguessugas durant el primer mandat. El fiscal general brasiler va presentar càrrecs contra 40 polítics i funcionaris implicats en l'afer Mensalão, inclòs el mateix Lula. El diputat federal i president del Partit Laborista Brasiler (PTB), Roberto Jefferson, va denunciar que el tresorer del Partit dels Treballadors, Delúbio Soares, pagava sucoses mensualitats a diputats del PTB perquè votessin segons l'orientació del bloc oficialista.
L'escàndol va tenir múltiples ramificacions i va involucrar no només dirigents històrics del PT, sinó diversos nivells de l'Executiu federal i es va estendre a tots els grans noms partits. Tot i això, Lula va aconseguir sortir il·lès d'aquesta crisi i el seu partit va acceptar formalment que fos el seu candidat a la reelecció.

### Control polític de mitjans i cinema
La seva administració va ser molt criticada per confiar en barons polítics locals, com José Sarney, Jader Barbalho, Renan Calheiros i Fernando Collor per assegurar la majoria al Congrés. Un altre retret freqüent va ser el seu tracte ambigu a l'ala esquerra del PT, que defensava un control més estricte del govern sobre els mitjans de comunicació i una major intervenció de l'estat. El 2004, va impulsar la creació d'Consell Federal de Periodistes (CFJ) i l'Agència Nacional del Cinema (Ancinav), aquest últim dissenyat per revisar el finançament dels mitjans de comunicació digitals. Ambdues propostes finalment van fracassar enmig de les preocupacions pel control estatal sobre la llibertat d'expressió.

### Empresonament
El 7 d'abril del 2018 va ser detingut per ordre del Jutge Moro acusat de corrupció per beneficiar la constructora OAS, de la qual suposadament va rebre un apartament de luxe de tres plantes a Guarujá a canvi d'afavorir-la als seus negocis amb Petrobras. Va ser traslladat des de Sao Paulo a Curitiba condemnat a 12 anys de presó per l'anomenada Operació Lava Jato. El novembre del 2019, després de passar 580 dies a la presó i no poder participar en les eleccions presidencials del 2018, la justícia brasilera li va revocar les condemnes.

## Segon terme a la presidència
L'administració de Lula va planificar diverses decisions per revertir les preses per l'administració de Jair Bolsonaro, incloses com la retirada de la Declaració del Consens de Ginebra, reincorporar-se a la Unió de Nacions Sud-americanes i a la Comunitat d'Estats Llatinoamericans i Caribenys (CELAC), restablir el reconeixement de Nicolás Maduro com a president de Veneçuela i reobrir l'ambaixada del Brasil a Caracas, restablir els objectius de reducció de les emissions de gasos d'efecte hivernacle segons l'Acord de París, restaurar el seguiment contra la desforestació de la selva amazònica i la mineria il·legal, rellançar el programa d'acceleració del creixement i relançar el programa Minha Casa, Minha Vida.
En resposta a l'Assalt als Tres Poders del Brasil de 2023 per partidaris de l'expresident Bolsonaro, Lula va anunciar que havia signat un decret que declarava l'estat d'excepció al Districte Federal fins a finals de gener.

## Vida privada

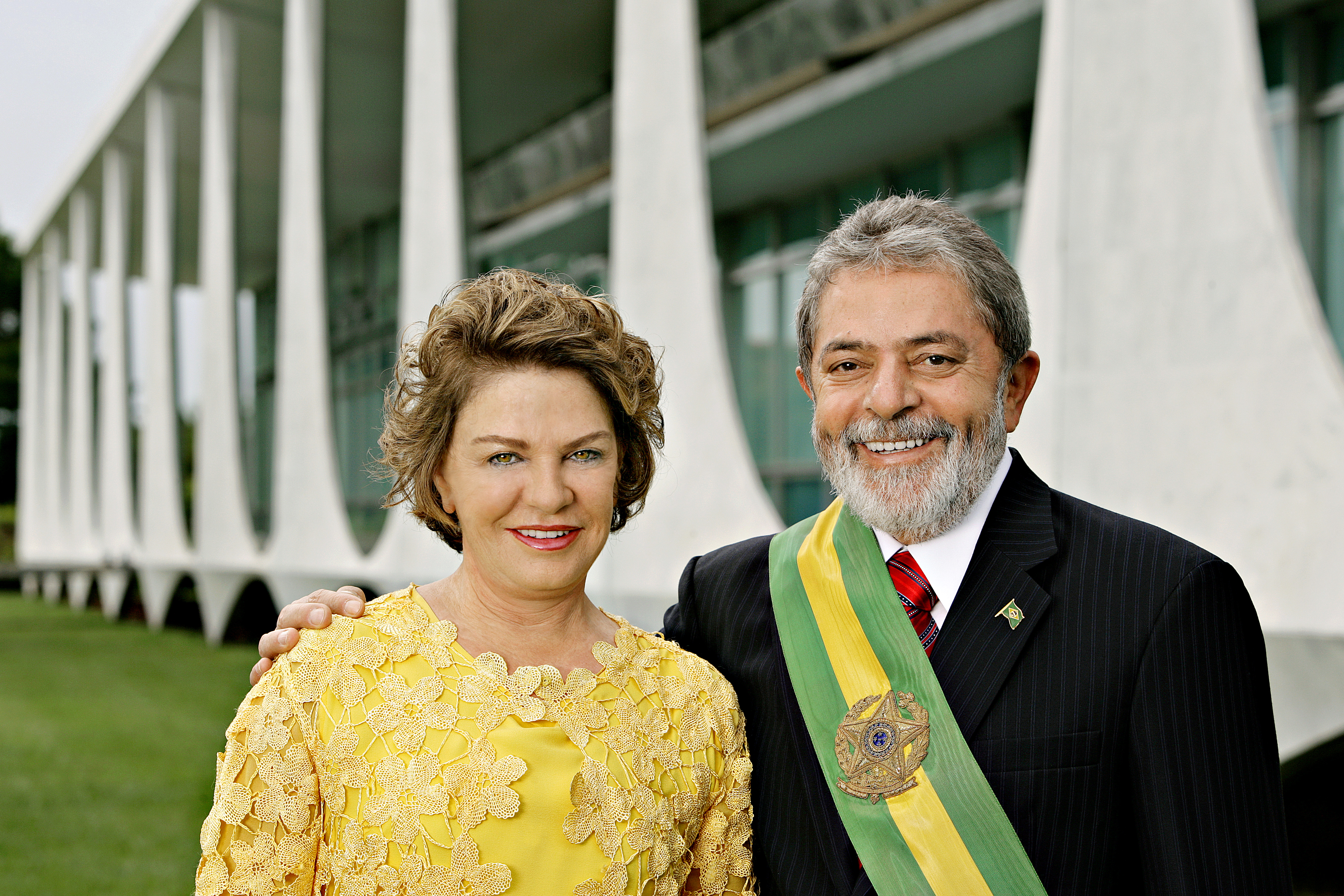
Lula juntament a la seva esposa, Marisa Letícia.

Lula s'ha casat tres vegades. El 1969 es va casar amb Maria de Lourdes, treballadora tèxtil, que va morir d'hepatitis el 1971 durant el part del seu primer fill, que també va morir, un any després de conèixer-se.
L'any 1974, Lula va tenir una filla, Lurian, amb la llavors parella, Miriam Cordeiro. No es van casar mai i ell va començar a implicar-se en la vida de la seva filla quan ja era una jove adulta.
L'any 1974, Lula es va casar amb la infermera Marisa Letícia Rocco Casa, una vídua amb qui aleshores va tenir tres fills: Fabio Luis, Sandro Luis i Luis Claudio (nascuts el 1975, 1979 i 1985 respectivament). També va adoptar el fill de Marisa del seu primer matrimoni. Lula i Marisa van romandre casats 43 anys, fins que va morir el 2 de febrer de 2017 després d'un ictus.
El 18 de maig de 2022, Lula es va casar amb la sociòloga Rosangela Silva (comunament coneguda al Brasil com "Janja") en una cerimònia catòlica romana a São Paulo. Janja i Lula es van conèixer mentre ell estava a la presó a Curitiba, Paraná, a causa dels càrrecs de corrupció que després van ser retirats.

## Premis
- 2003: Premi Príncep d'Astúries de Cooperació Internacional
- 2008: Premi Félix Houphouët-Boigny
- 2009: Woodrow Wilson Awards[51]
- 2010: Premi a l'Estadista Global del Fòrum Econòmic Mundial[52]
- 2012: Premi Internacional Catalunya[53]
- 2012: Premi Indira Gandhi[54]